# Visconde de Castelo Novo
Visconde de Castelo Novo é um título nobiliárquico criado por D. Luís I de Portugal, por Decreto de 10 e Carta de 20 de Outubro de 1870, em favor de António Manuel Pedro da Conceição Correia da Silva de Sampaio de Melo e Castro.
Titulares
1. António Manuel Pedro da Conceição Correia da Silva de Sampaio de Melo e Castro, 1.º Visconde de Castelo Novo.